# Piec hutniczy

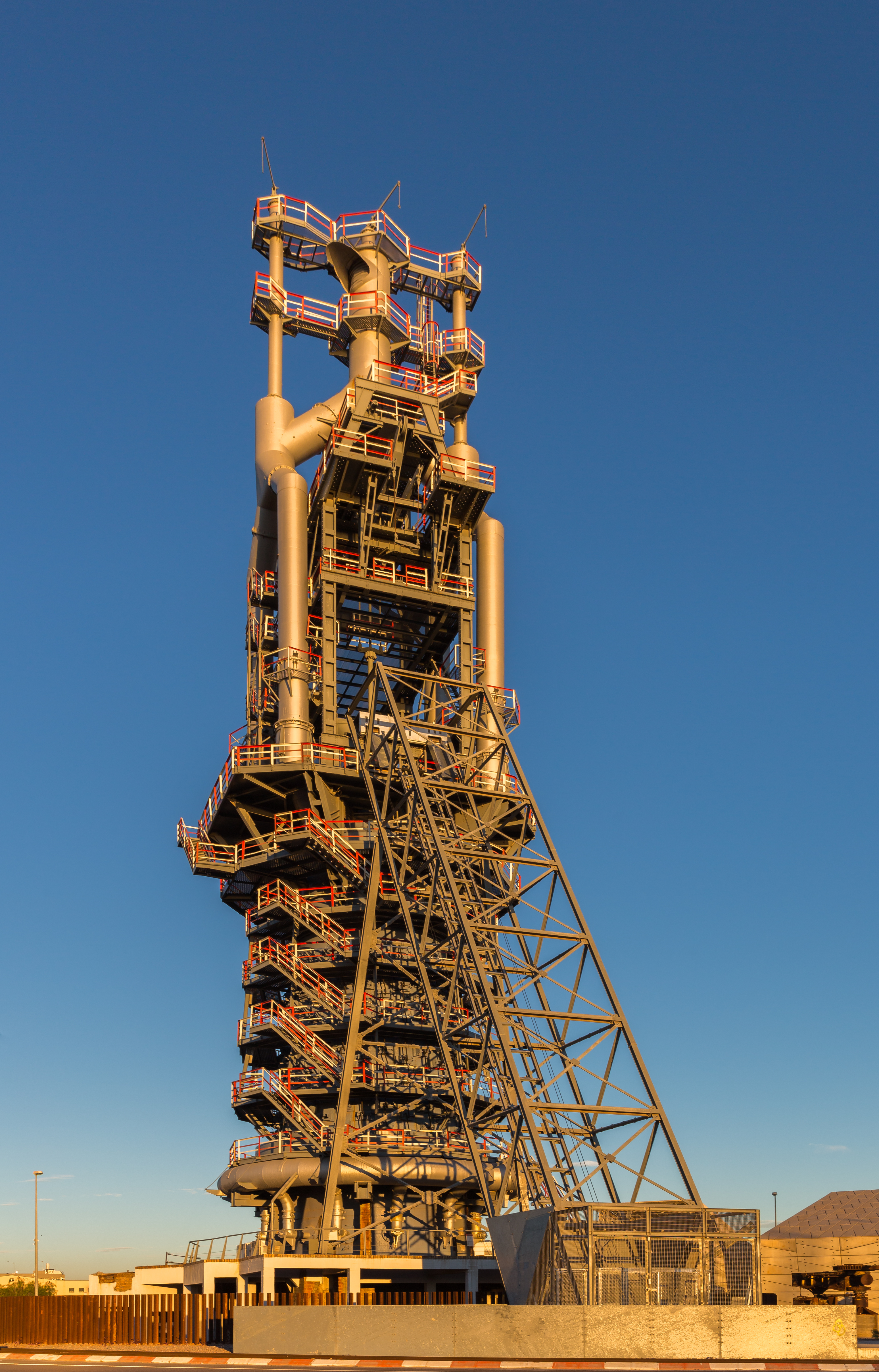
Piec hutniczy w Hiszpanii

Piec hutniczy – rodzaj pieca służący do otrzymywania produktów i półproduktów metalurgicznych. Ponieważ większość procesów metalurgicznych wymaga wysokich temperatur, piece hutnicze są zazwyczaj bardzo dobrze izolowane. Konstrukcja pieca jest zależna od prowadzonego procesu oraz stanu skupienia produktów.
Do przerobu materiałów w stanie stałym, stosuje się:
- piece fluidyzacyjne (kalcynacja, prażenie)
- piece piętrowe (prażenie siarczków molibdenu)
- piece obrotowe (przerób pyłów stalowniczych)

Gdy produkty po procesie są w stanie ciekłym, stosowane są:
- piece szybowe (topienie koncentratów)
- piece zawiesinowe (topienie koncentratów)
- piece obrotowe (konwertory, proces QSL)
- piece z zastosowaniem lancy (topienie koncentratów, przerób złomów, konwertorowanie)
- piece płomienne (topienie koncentratów)
- piece próżniowe (rafinacja metali)

W zależności od wsadu piece mogą podlegać modyfikacjom i posiadać dodatkowe wyposażenie.

## Historia na terenie Polski
Najstarsze piece hutnicze z terenów dzisiejszej Polski odkryto na Dolnym Śląsku w miejscowości Warkocz koło Strzelina i datowane są na ok. 2 poł. III w. p.n.e. Związane były one z osadnictwem ludności celtyckiej i w przeciwieństwie do dymarek, które pojawiły się kilkaset lat później, nie były one piecami jednorazowego użytku.